# Asyndetus latifrons
Asyndetus latifrons är en tvåvingeart som först beskrevs av Friedrich Hermann Loew 1857.  Asyndetus latifrons ingår i släktet Asyndetus och familjen styltflugor. Inga underarter finns listade i Catalogue of Life.